# Chibougamau
Chibougamau es una ciudad de la provincia de Quebec, Canadá. No hace parte de ninguno de los condados regionales que componen la provincia de Quebec, pero se encuentra en la región administrativa de Nord-du-Québec. Hace parte de las circunscripciones electorales de Ungava a nivel provincial y de Nunavik−Eeyou a nivel federal.

## Geografía
Chibougamau se encuentra ubicada en las coordenadas 49°53′00″N 74°20′00″O / 49.88333, -74.33333. Según Statistics Canada, tiene una superficie total de 699,31 km² y es una de las 1135 municipalidades en las que está dividido administrativamente el territorio de la provincia de Quebec.

## Demografía
Según el censo de 2011, había 7541 personas residiendo en esta ciudad con una densidad poblacional de 10,8 hab./km². Los datos del censo mostraron que de las 7563 personas censadas en 2006, en 2011 hubo una disminución poblacional de 22 habitantes (-0,3%). El número total de inmuebles particulares resultó de 3474 con una densidad de 4,97 inmuebles por km². El número total de viviendas particulares que se encontraban ocupadas por residentes habituales fue de 3222.